# Wladimir Tuganow

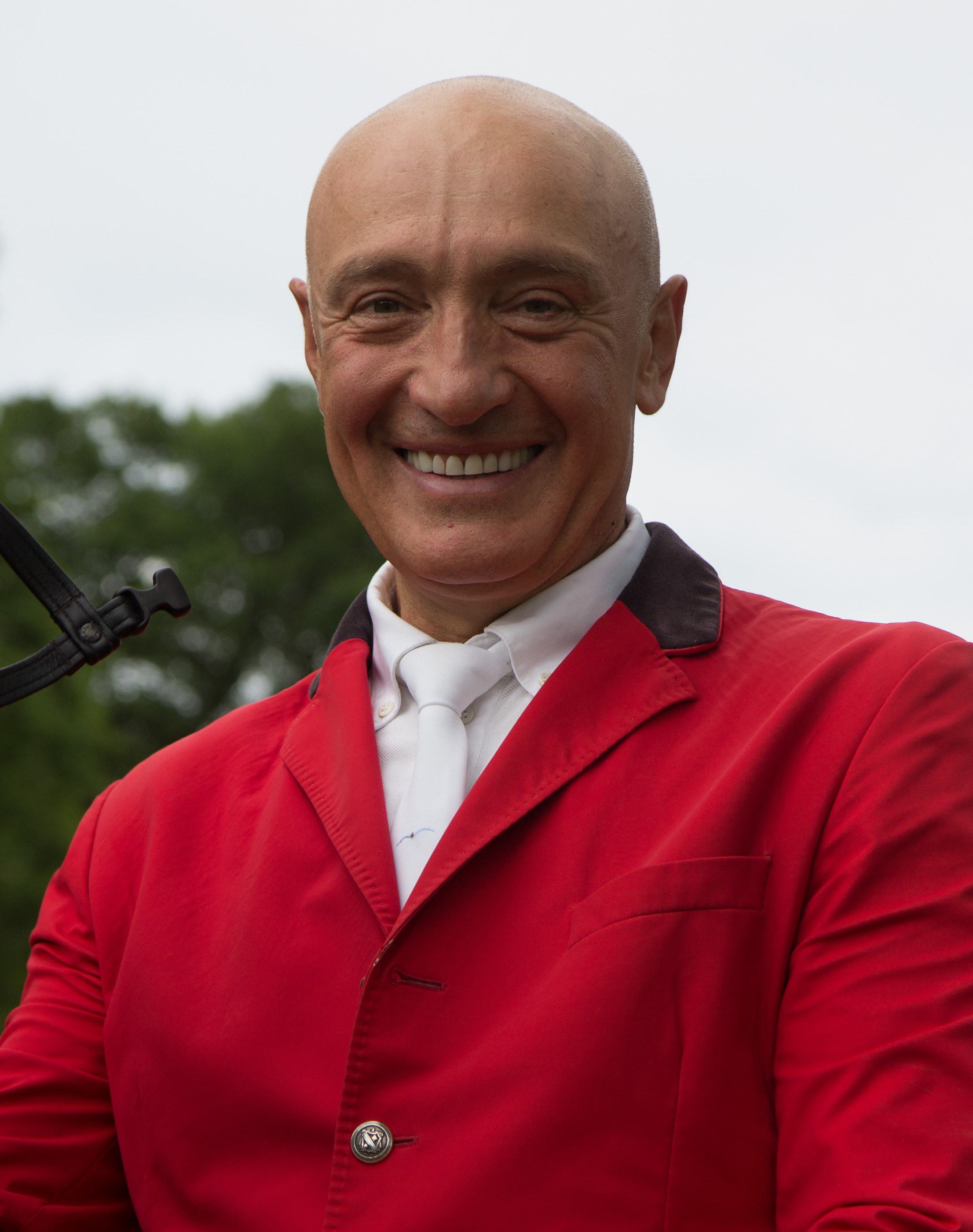
Wladimir Tuganow, 2018

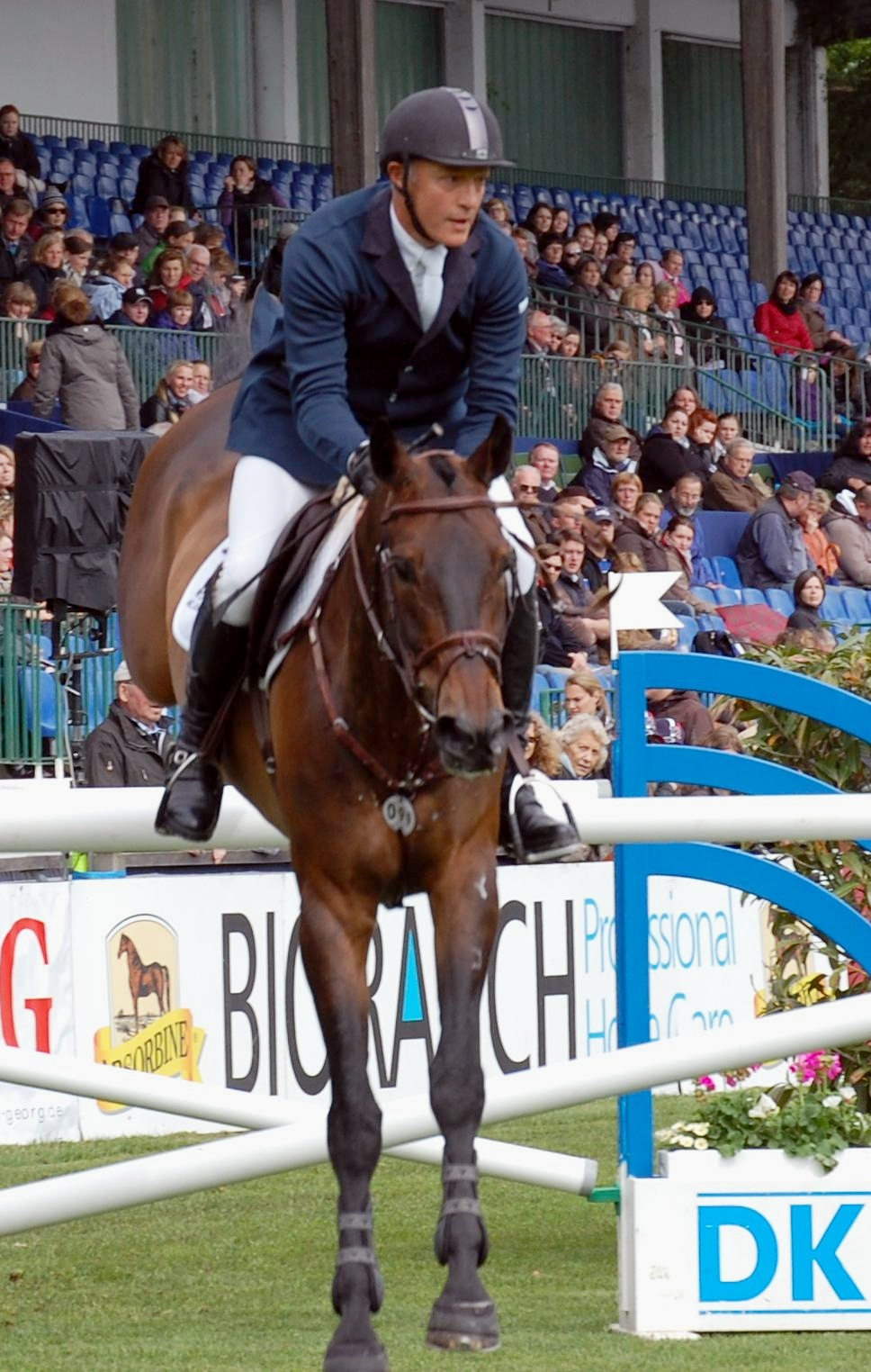
Wladimir Tuganow mit Carvin bei der 1. Qualifikation zum Deutschen Spring-Derby Hamburg 2012

Wladimir Petrowitsch Tuganow (russisch Владимир Петрович Туганов, englische Transkription: Vladimir Petrovich Tuganov; * 17. Juli 1961 in Ordschonikidse, Nordossetische Autonome Sozialistische Sowjetrepublik) ist ein russischer Springreiter. 

## Leben
Tuganow startete 2004 mit Leroy Brown bei den Olympischen Spielen in Athen und belegte im Einzel Rang 33. An den Olympischen Sommerspielen 2012 in London nahm er mit Lancero teil, schied jedoch bereits in der ersten Teilprüfung aus und kam auf Rang 65.
Tuganow startete 2011 für den Reit- und Fahrverein Lobberich (Kreis Viersen) und trainierte bei Mario Piasecki.
Er war Vizepräsident der russischen Reiterlichen Vereinigung. Nach dem Bann russischer Sportler infolge des russischen Überfalls auf die Ukraine 2022 entschied sich Tuganow im Jahr 2023, für Palästina anzutreten, dies verbunden mit der Hoffnung, an den Olympischen Spielen 2024 in Paris teilnehmen zu können. Allerdings nahm er an den Spielen in Paris nicht teil.

## Pferde (Auszug)
- Amarok (* 1998), brauner Wallach, Vater: Acorado, Muttervater: Aprilscherz
- Chevignon (* 2002), Fuchswallach, Vater: Kannan, Muttervater: Sioux de Baugy
- Carvin (* 2002), dunkelbrauner Wallach, Vater: Concorde, Muttervater: Calando I
- Warrior (* 2003), brauner KWPN-Wallach, Vater: Emilion, Muttervater: Renville
- Hardrock Z (* 2003), brauner Zangersheide-Hengst, Vater: Heartbreaker, Muttervater: Carthago
- Lancero (* 2001), brauner Holsteiner-Hengst, Vater: Lancer II, Muttervater: Corrado I
- Mats’ up du Plessis (* 2000), Fuchswallach, Vater: Verdi, Muttervater: Jalisco B